# Wies (Austria)
Wies è un comune austriaco di 4 461 abitanti nel distretto di Deutschlandsberg, in Stiria. Il 1º gennaio 2015 ha inglobato i precedenti comuni di Limberg bei Wies, Wernersdorf e Wielfresen; ha lo status di comune mercato (Marktgemeinde).